# تروي سيفان
تروي سيفان (5 يونيو 1995 -) (بالإنجليزية: Troye sivan) ممثل ومغني قائمة مشاهير يوتيوب أسترالي، لعب دور «وولفرين» في فيلم إكس-من الأصول: وولفرين.كما انه مثل سيفان أيضا في فيلم spud
وspud 2 و spud3
ولد تروي في جوهانسبرغ، جنوب أفريقيا عام 1995، لأسرة يهودية، ثم انتقل مع أسرته للإقامة في بيرث، أستراليا.
أطلق تروي (EP) الـبوم بعنوان TRXYE عام 2014
واطلق البوم (EP) بعنوان Wild في 2015 وهو عبارة عن البوم مصغر عن الالبوم الاصلي Blue Neighborhood الذي أطلقه في الرابع من ديسمبر 2015 والذي لاقى نجاحاً هائلاً
عندما كان سيفان بالعمر ال13 انشأ قناة يوتيوب وهذه القناة حالياً لديها6.000.000+ متابعة
في عام 2013 تروي سيفان أعلن عن انه مثلي الجنس (gay)

## روابط خارجية
- تروي سيفان على موقع IMDb (الإنجليزية)
- تروي سيفان على موقع ميتاكريتيك (الإنجليزية)
- تروي سيفان على موقع روتن توميتوز (الإنجليزية)
- تروي سيفان على موقع ألو سيني (الفرنسية)
- تروي سيفان على موقع ميوزك برينز (الإنجليزية)
- تروي سيفان على موقع أول موفي (الإنجليزية)
- تروي سيفان على موقع قاعدة بيانات الأفلام السويدية (السويدية)
- تروي سيفان على موقع أول ميوزيك (الإنجليزية)
- تروي سيفان على موقع ديسكوغز (الإنجليزية)
- تروي سيفان على موقع ديسكوغز (الإنجليزية)